# Liza luciae
Liza luciae är en fiskart som först beskrevs av Penrith och Penrith, 1967.  Liza luciae ingår i släktet Liza och familjen multfiskar. IUCN kategoriserar arten globalt som starkt hotad. Inga underarter finns listade i Catalogue of Life.